# 6287 Lenham
A 6287 Lenham (ideiglenes jelöléssel 1984 AR) a Naprendszer kisbolygóövében található aszteroida. Edward L. G. Bowell fedezte fel 1984. január 8-án.